# Briton Ferry Llansawel Association Football Club
El Briton Ferry Llansawel Association Football Club es un club de fútbol de Gales, con sede en Briton Ferry. Fue fundado en 2009 y compite en la Cymru Premier, máxima categoría del fútbol galés.

## Historia
Durante septiembre de 2008, representantes del Briton Ferry Athletic y del Llansawel realizaron conversaciones sobre la posibilidad de fusionar los dos clubes. Después de un largo período de reflexión, el 28 de abril de 2009 anunciaron que los dos clubes se fusionaron para formar al Briton Ferry Llansawel.
Comenzaron su primera temporada en la tercera categoría del fútbol de Gales, reemplazando al Briton Ferry Athletic. South Gower reemplazó a Llansawel después de que solicitaron ser miembros de la liga.
El club jugará su primera temporada en la Cymru Premier, máxima categoría galesa, en 2024-25, luego de conseguir el título de la Cymru South, segunda categoría, en 2023-24.

## Palmarés

### Torneos nacionales
- Cymru South (1): 2023-24